# 列瓦希區

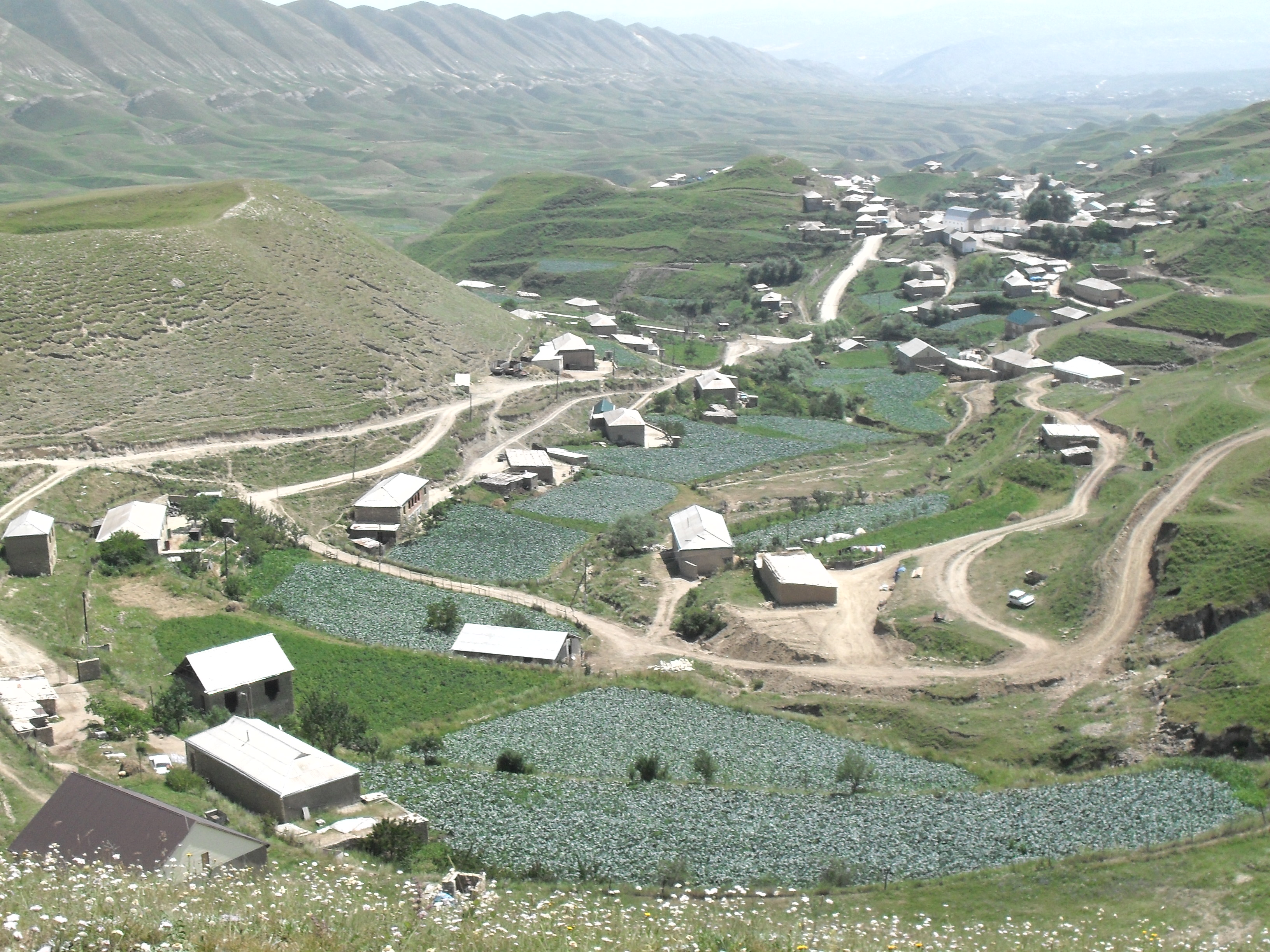

42°26′N 47°19′E / 42.433°N 47.317°E
列瓦希區（俄语：Левашинский район），是俄羅斯的一個區，位於該國西南部，由達吉斯坦共和國負責管轄，面積830平方公里，2010年人口70,704，人口密度每平方公里85.19人。